# Processador superescalar
Processador superescalar, un processador és de tipus superescalar si tracta diverses dades alhora. D'altra banda, un processador és escalar si pot tractar només una dada a la vegada.
En la taxonomia de Flynn, hi ha la classificació dels diferents tipus de processadors superescalars.

## Exemple
Si suposem un processador bàsic amb instruccions de 4 etapes:
1. IF (instruction fetch) : anar a buscar la instrucció.
2. ID (instruction decode) : decodificar la instrucció.
3. EX : execució de la instrucció.
4. MEM : actualitzar la memòria

on t0,t1,t2,t3,t4,t5,t6 és l'escala temporal
I1,I2,I3,I4 són les instruccions nº 1,2,3,4
Llavors un processador escalar tindria el diagrama temporal següent:
| Etapa       | t0 | t1 | t2 | t3 | t4 | t5 | t6 |
| ----------- | -- | -- | -- | -- | -- | -- | -- |
| Buscar      | I1 | I2 | I3 | I4 |    |    |    |
| Decodificar |    | I1 | I2 | I3 | I4 |    |    |
| Executar    |    |    | I1 | I2 | I3 | I4 |    |
| Actualitzar |    |    |    | I1 | I2 | I3 | I4 |

En canvi un processador superescalar tindria el diagrama temporal següent:
| Etapa        | t0    | t1    | t2    | t3    | t4    |
| ------------ | ----- | ----- | ----- | ----- | ----- |
| Buscar       | I1 I2 | I3 I4 |       |       |       |
| Descodificar |       | I1 I2 | I3 I4 |       |       |
| Executar     |       |       | I1 I2 | I3 I4 |       |
| Actualitzar  |       |       |       | I1 I2 | I3 I4 |